# Рашфорд (город, Миннесота)
Рашфорд (англ. Rushford) — город в округе Филмор, штат Миннесота, США. На площади 4,5 км² (4,4 км² — суша, 0,1 км² — вода), согласно переписи 2002 года, проживают 1696 человек. Плотность населения составляет 381,7 чел./км².
- Телефонный код города — 507
- Почтовый индекс — 55971
- FIPS-код города — 27-56284[1]
- GNIS-идентификатор — 0650417[2]